# Torre de agua de Warner Bros.

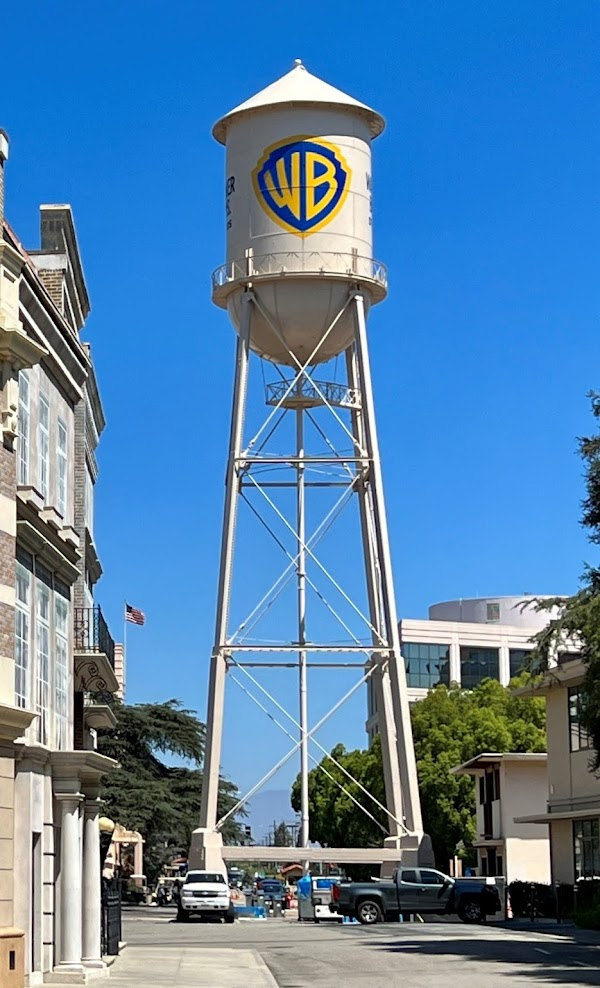
La torre de agua de Warner Bros. con el logotipo del escudo de Warner Bros. Discovery en 2022.

La torre de agua de Warner Bros. (en inglés, Warner Bros. Water Tower) es una histórica torre de agua ubicada en el lote de Warner Bros. Studios en Burbank, California. Construida en 1927, tiene 41 metros de altura y un tanque con una capacidad de 380,000 litros (unos 100,000 galones). El tanque ya no se usa para contener agua y solo sirve como icono de la empresa. Posee el escudo de WB a cada lado.

## Historia y uso

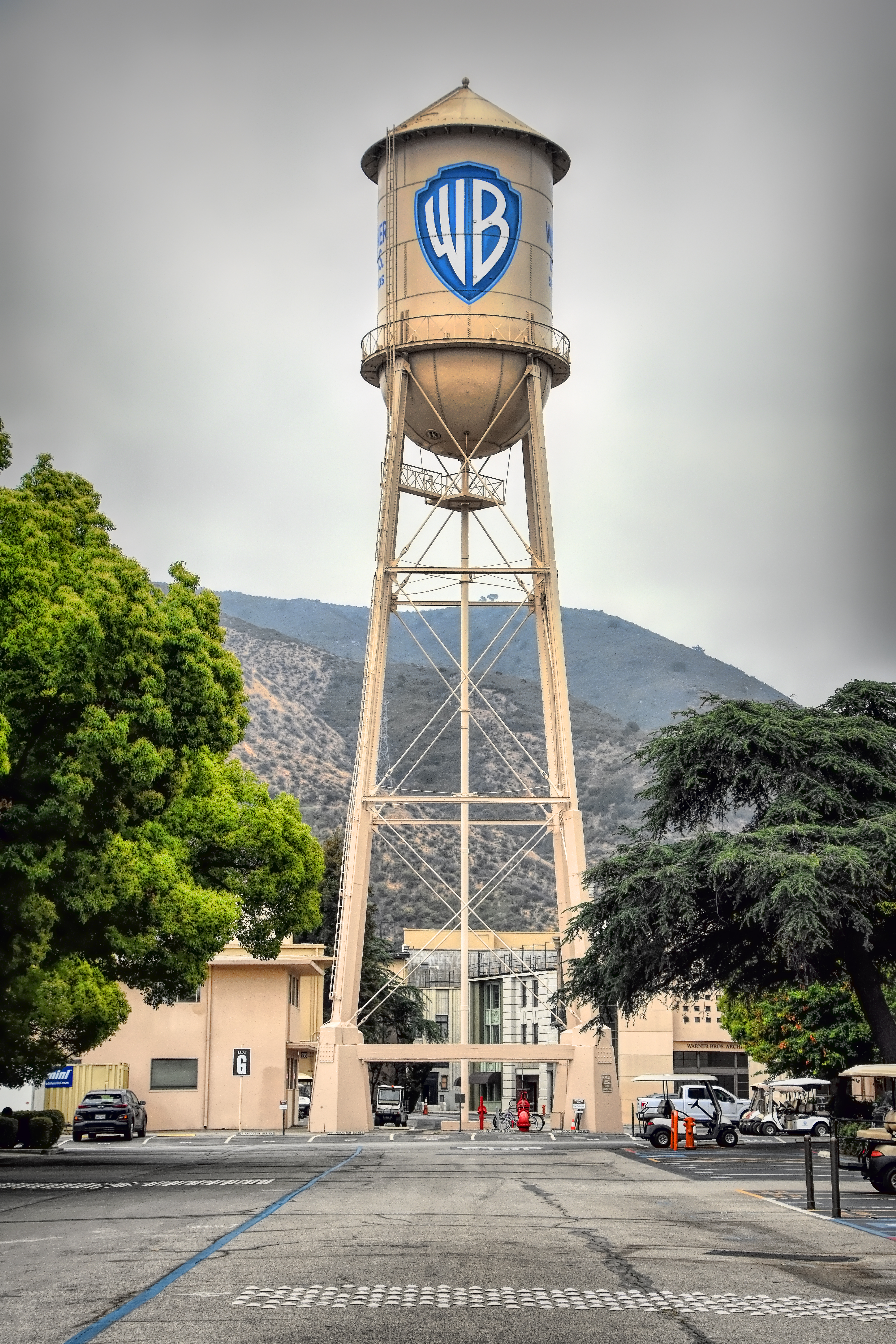
La torre de agua de Warner Bros. en 2021, con el logotipo del escudo de Warner Bros. de 2019, que se usó en la torre de agua, hasta su cambio al escudo de Warner Bros. Discovery en 2022, cuando WarnerMedia se fusionó con Discovery para formar WBD.

La torre estaba ubicada originalmente al lado del Departamento de Bomberos de Warner Bros. y se trasladó después del terremoto de Long Beach de 1933, cuando en Warner se dieron cuenta de que si la torre caía sobre el Departamento de Bomberos, interrumpiría los servicios de emergencia. Torres como estas eran una característica común de los estudios de Hollywood de la época, ya que proporcionaban un suministro de agua de emergencia en caso de incendio. Existen torres similares en lotes de otros estudios, como en los estudios de Walt Disney, Paramount, Universal y Sony Pictures Studios (antes MGM).
La torre es icono de la compañía y ha aparecido en varias producciones de la misma. Por ejemplo, en la serie animada Animaniacs, la torre sirve como hogar para Yakko, Wakko y Dot Warner, comenzando, según la trama, desde 1930 hasta su escape en 1993, y regresando a la torre en la nueva serie de 2020. La torre de agua y el fondo del estudio se utilizaron en anuncios para Kids' WB, un bloque de programación infantil que se emitió entre 1995 y 2006 en la cadena estadounidense The WB, y más tarde en The CW entre 2006 y 2008. La torre también es la base del nombre y el logotipo del sello discográfico de la compañía, WaterTower Music.
Una versión inspirada se construyó en Warner Bros. Park Madrid en 2002, y otra se construyó en 2018, en la entrada principal del parque temático Warner Bros. World en Abu Dhabi, Emiratos Árabes Unidos.
Ocasionalmente, la torre de agua ha sido repintada para promover el 90.º aniversario del estudio, el lanzamiento de The Lego Batman Movie y el lanzamiento de HBO Max (ahora Max), y nuevamente para reflejar la formación de Warner Bros. Discovery. La torre de agua se volvió a pintar para promover el 100.º aniversario del estudio.
A partir de la película original de HBO Max, Locked Down, la renovada torre de agua se muestra en el video de apertura de Warner Bros. Pictures Group, que es el punto de enfoque de una parte que muestra la secuencia del lote de los estudios (ahora representada en CGI fotorrealista). Toda esta secuencia de apertura fue renderizada por CGI por Devastudios para mostrar el lote del estudio a la hora mágica, con el sol saliendo sobre el paso de Cahuenga hacia el sur. En realidad, el sol sale por el este, sobre el cementerio Forest Lawn y los estudios Walt Disney Studios.

## Galería

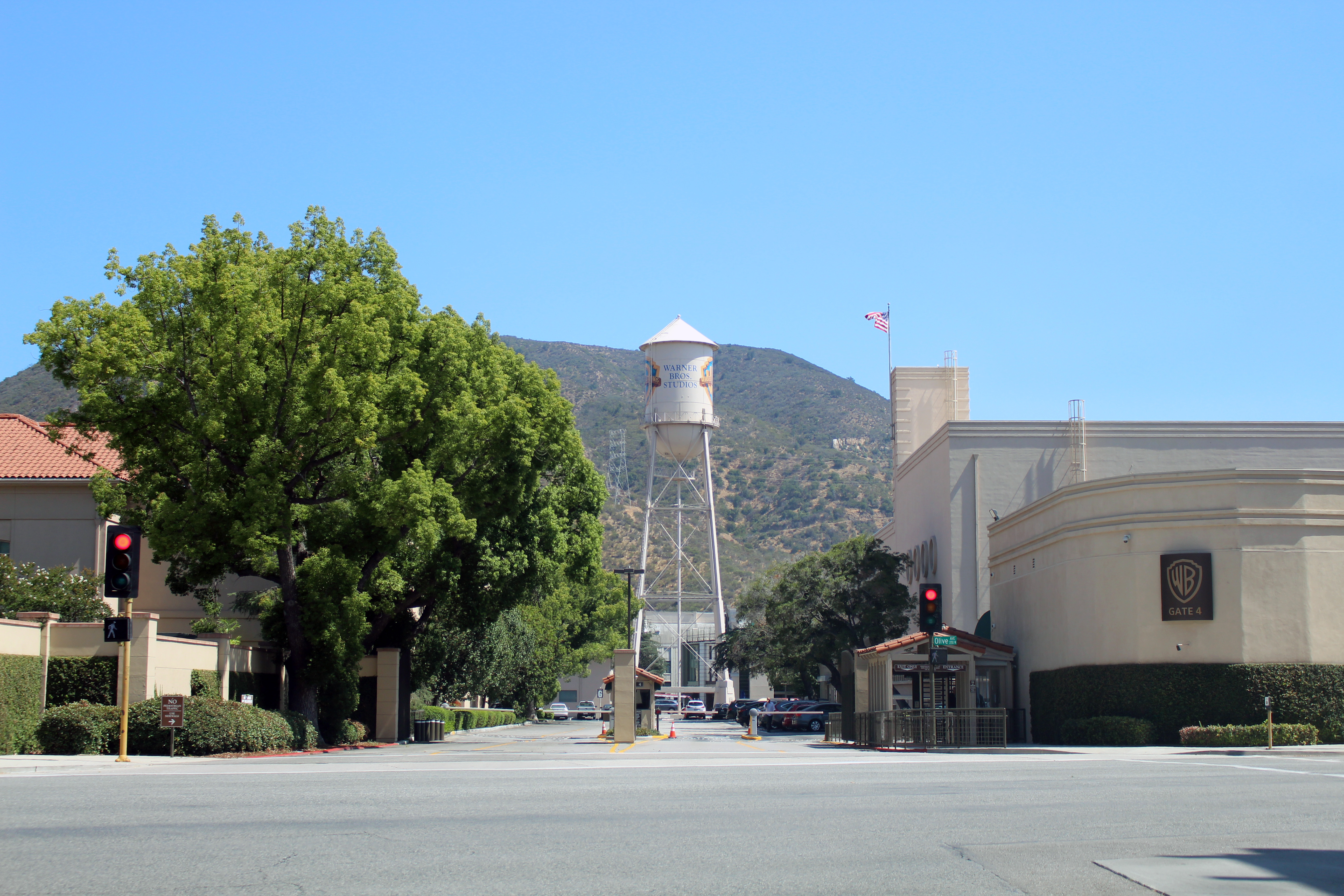
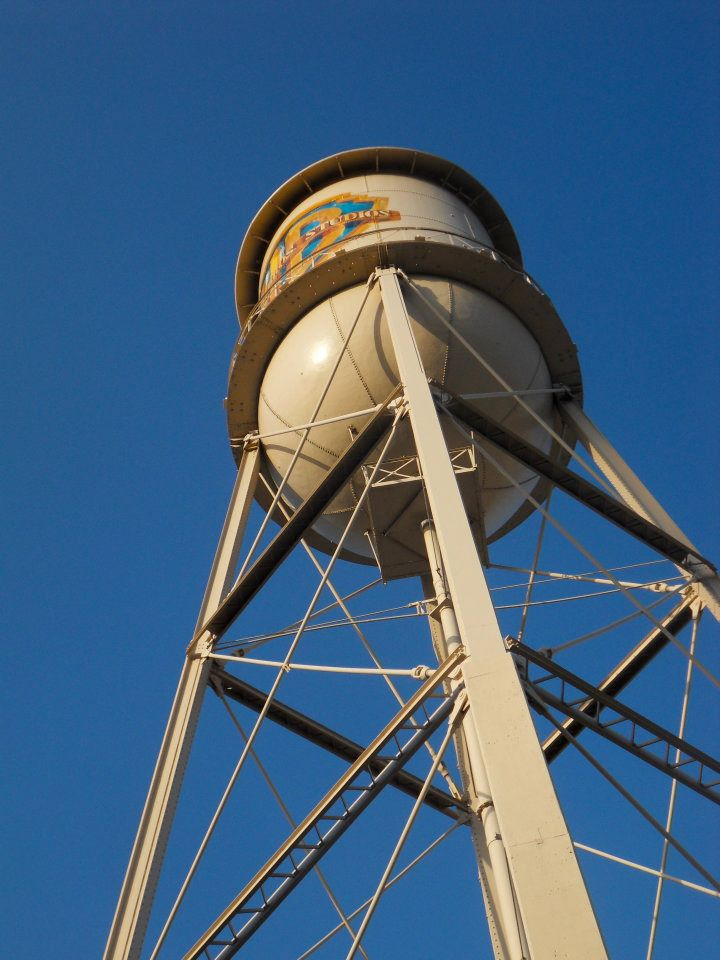
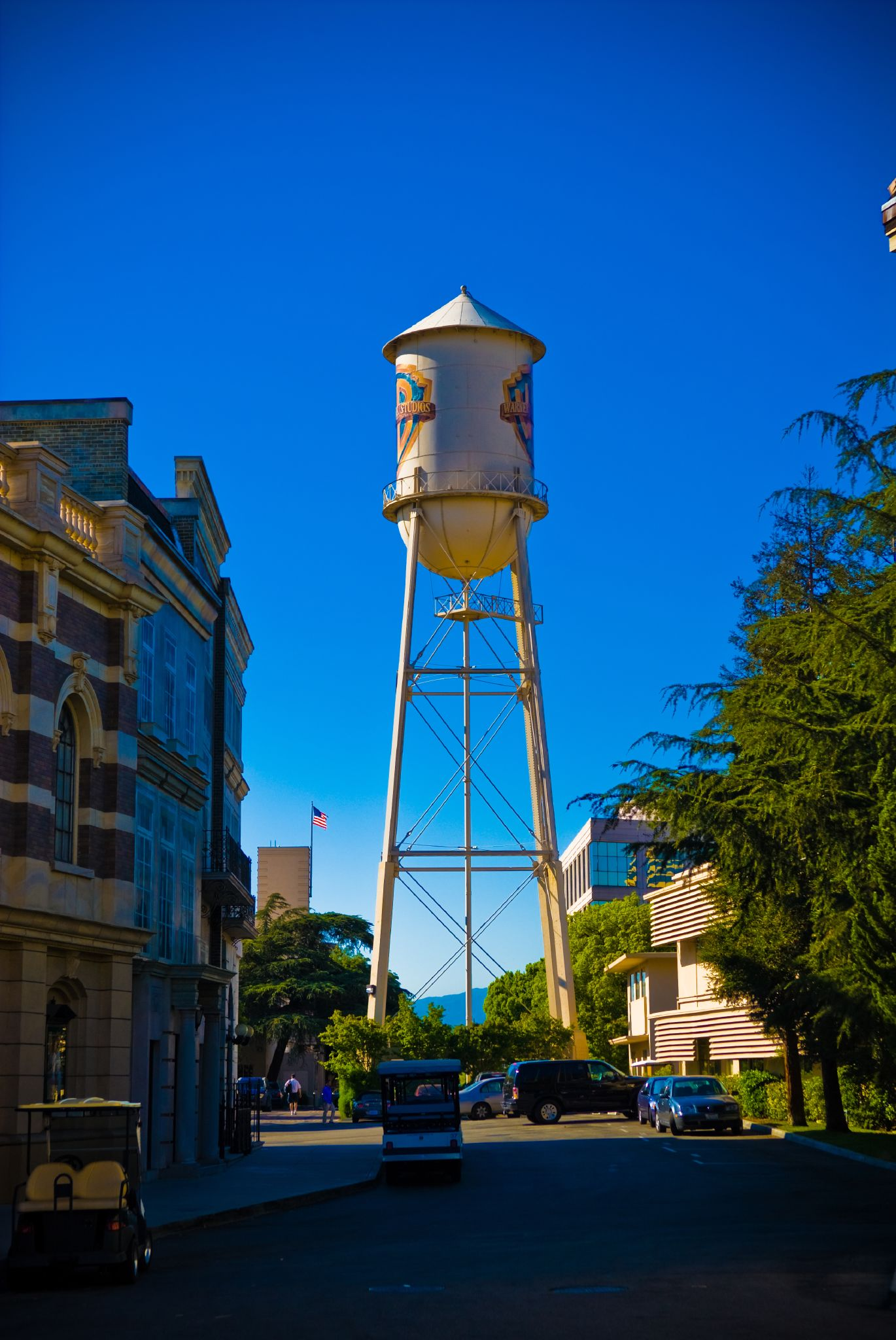
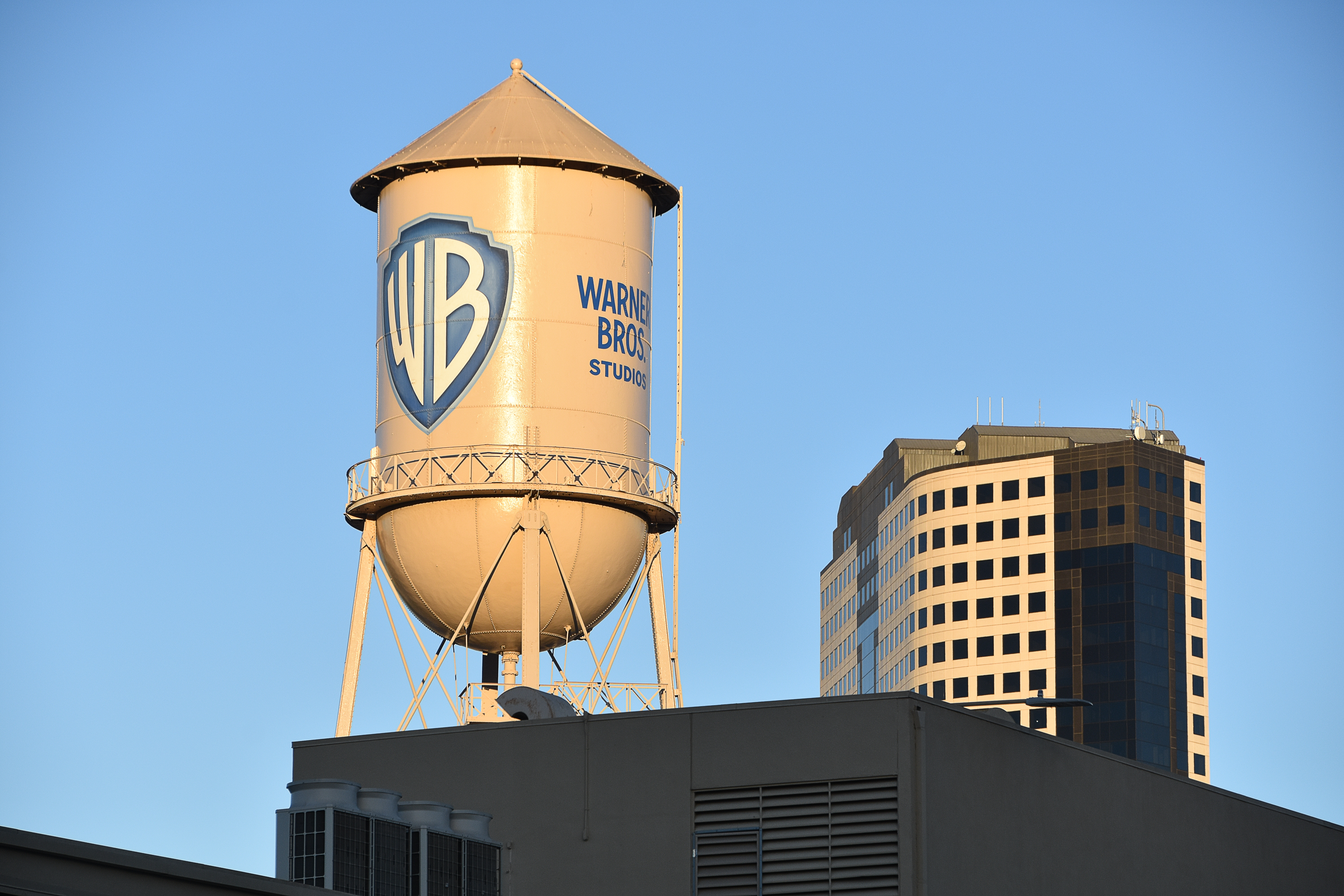